# Клеопатра VI
Клеопа́тра VI Трифена (около 95 года до н. э. — после 55 года до н. э.) — царица Египта из династии Птолемеев, внебрачная дочь Птолемея IX (или его законная дочь от Береники III, или дочь последней и Птолемея X) и супруга фараона Птолемея XII, либо дочь последнего от Клеопатры V или неизвестной наложницы.

## Биография
В браке с Птолемеем XII родилась дочь Береника IV.
Когда в 58 году до н. э. Птолемей XII был изгнан из Египта, Клеопатра VI с дочерью Береникой IV правили страной в течение одного года. Была казнена Марком Антонием, который приехал помочь Птолемею ХІІ восстановить власть.
По некоторым исследованиям историков, Клеопатра VI, была матерью, кроме Береники IV, других детей:
- Птолемей XIII,
- Клеопатра VII,
- Арсиноя IV,
- Птолемей XIV.